# Friedrich Karl Moes

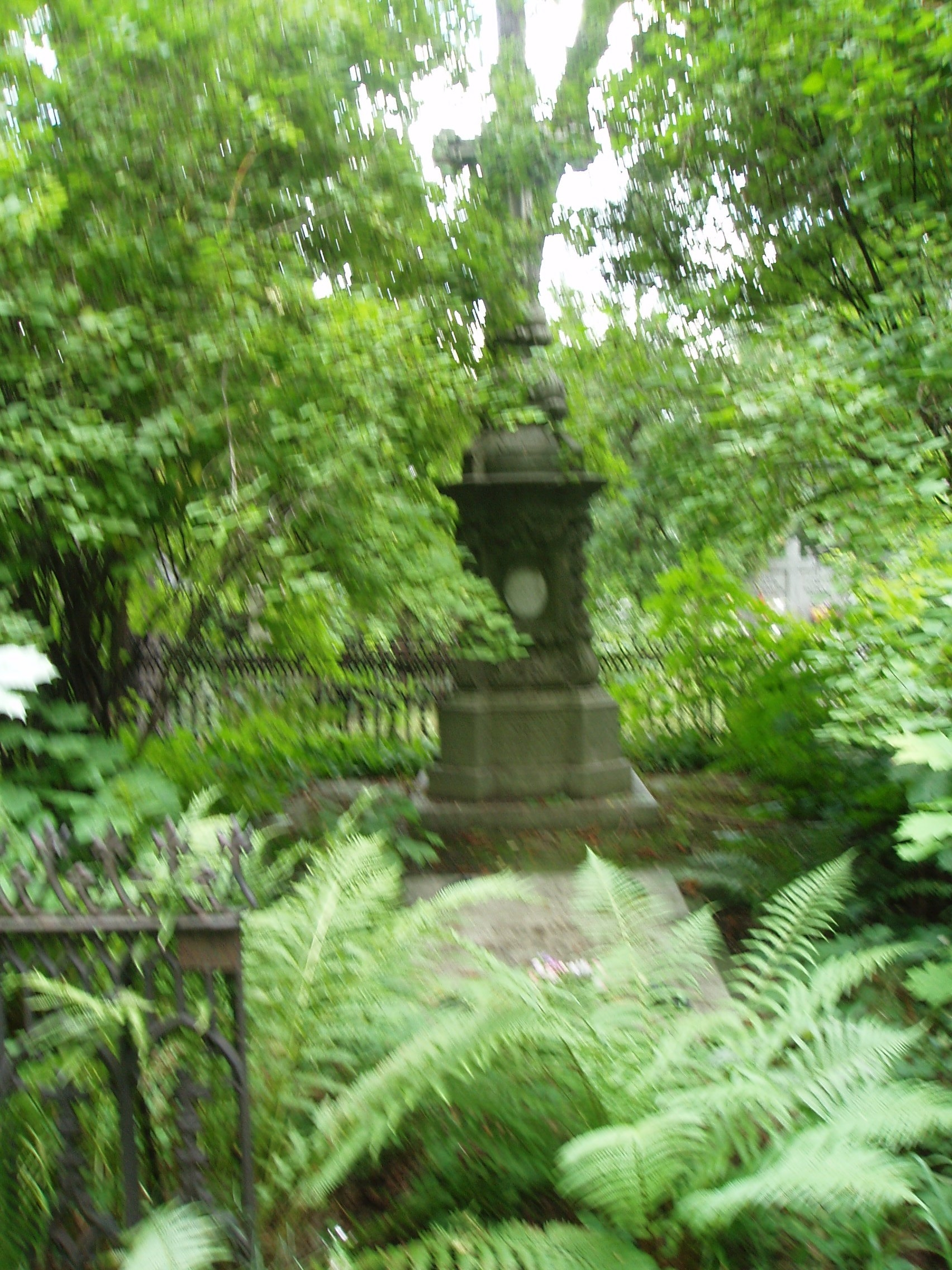
Erbbegräbnis der Familie Moes in Warschau

Friedrich Karl Moes, auch Fryderyk Karol Moes (* 19. September 1808 in Aachen; † 29. August 1863 in Łódź), war ein Unternehmer in Kongresspolen.

## Leben
Er und sein Bruder Christian August (1810–1872), Söhne des Theologen und Tuchhändlers Ernst Wilhelm (1760–1840) und seiner Gemahlin Marie Agnes, geb. Voss, (1784–1848) kamen um 1836 nach Zgierz in Kongresspolen und gründeten 1838 den Textilbetrieb Gebrüder Moes, der in kurzer Zeit zur größten Textilfabrik in der Stadt wurde. Bald danach gründeten die Brüder auch eine Baumwolle-Spinnerei in Łódź, die mit englischen Maschinen mit Dampfantrieb ausgestattet war und Produkte von sehr hoher Qualität erzeugte, die in ganz Russland verkauft wurden. Moes war auch sozial engagiert, bei seiner Fabrik schuf er eine Krankenkasse und arbeitete jahrelang als Aufseher des Städtischen Krankenhauses in Łódź.
Friedrich Karls Ehe mit Juliane Helbing (* 1827; † 1901 in Warschau) blieb kinderlos. Die Gatten liegen auf dem Evangelischen Friedhof in Warschau (Allee 56 Nr. 5) begraben.
Sein Bruder Christian August hatte zwei Söhne, von denen einer, Alexander, wiederum einen Sohn, Władysław Moes, hatte, der sich als Vorbild des Tadzio in Thomas Manns Erzählung Der Tod in Venedig ausgab.
Er war Großonkel von Hans Günther Moes (1886–1966) und Richard Moes (1887–1968).